# Сатьяграха (опера)
«Сатьяграха» (санскр. सत्याग्रह, IAST: satyāgraha, «стремление к истине», «упорство в истине») — опера, написанная Филипом Глассом в 1979 году. Опера состоит из трёх актов для оркестра, хора и солистов с либретто Гласса и Констанс Де Джонг.
Опера основана на истории жизни Махатмы Ганди, которая образует вторую часть глассовской «Портретной трилогии» опер про людей, изменивших мир, включающая также оперы «Эйнштейн на пляже» и «Эхнатон».
Глассовский стиль может быть охарактеризован как минималистский. Данная работа предназначена для двух сопрано, двух меццо-сопрано, двух теноров, одного баритона, двух басов, одного крупного четырехголосного хора и одного оркестра, в котором только струнные и деревянные духовые инструменты. Главные роли — Мисс Шлесен, Махатма Ганди, Мистер Коленбах и Парси Рустомджи.
Название оперы относится к концепции Ганди ненасильственной борьбы против несправедливости — Сатьяграхе. Текст взят из Бхагавад-гиты, который исполняется на оригинальном языке — санскрите. Обычно во время исполнения используются субтитры с переводом.

## История
Сатьяграха впервые была поставлена в Роттердаме в Нидерландах в Муниципальным театре 5 сентября 1980 года Нидерландской оперой и Утрехтским симфоническим оркестром под руководством Брюса Фердена.
В США премьера оперы состоялась в Арт-парке Льюистона, что находится в штате Нью-Йорк, 29 июля 1981 года. В этом же году она была поставлена Штутгарт оперой, которая продолжила исполнять полностью всю трилогию в 1990 году. Сатьяграха была записана в 1983 году и выпускалась на видео. Премьера оперы в Великобритании состоялась в 1997 году и была совместным производством Bath Spa University, Frome College и Кингсвудским театром.
В 2007 году новая британская постановка была подготовлена Английской национальной оперой и Невероятным театром (Improbable theatre), при поддержке Метрополитен-оперы из Нью-Йорка. Открытие состоялось в апреле в Лондоне, а после и в Нью-Йорке. Постановки, получившие хорошие отзывы, в этом же ключе возобновились в феврале 2010 года в Лондоне и в ноябре 2011 года в Нью-Йорке. 19 ноября в Нью-Йорке исполнение оперы было частью серий The Met: Live in HD.
Российская премьера оперы состоялась 16 сентября 2014 года в Екатеринбургском театре оперы и балета.

## Описание
Опера состоит из трёх актов, каждый из которых имеет отношение к выдающийся личности.

### Акт 1
Лев Толстой
- На Куру — поле справедливости
- Ферма Толстого (1910)
- Клятва (1906)

### Акт 2
Рабиндранат Тагор
- Противостояние и спасение (1896)
- «Индийское мнение» (1906)
- Протест (1908)

### Акт 3
Мартин Лютер Кинг
- Ньюкаслский март (1913)

## Записи
- S. Woods, D. Perry; Keene, New York City Opera Orchestra and Chorus. 1984 (Sony)
- D. Anzolini; Metropolitan Opera orchestra and chorus. 2021 (Orange Machine Music)